# Colchicum corsicum
Colchicum corsicum är en tidlöseväxtart som beskrevs av John Gilbert Baker. Colchicum corsicum ingår i släktet tidlösor, och familjen tidlöseväxter. IUCN kategoriserar arten globalt som sårbar. Inga underarter finns listade i Catalogue of Life.